# Maison Krivdin
 (octobre 2024).
La maison Krivdin est un monument architectural situé dans le District de l'Amirauté à Saint-Pétersbourg.

## Histoire
Le bâtiment a été construit en 1832, reconstruit et achevé par A.P. Shiltsov en 1905. La maison est décorée dans le style Art Nouveau, avec de petits reliefs denses composés de figures en forme de lyre, de fleurs et de fruits, tandis que le style n'affecte pas les fondations structurelles du bâtiment.
En 2019, la maison est entrée dans la liste des 255 immeubles d'appartements - monuments architecturaux avec des façades particulièrement complexes, qui devraient être restaurés selon le programme Cgiop « Patrimoine ». En mai 2024, il a été annoncé que d'ici le 20 octobre 2026, les façades de la maison seront restaurées pour 224 millions de roubles.
Le bâtiment a des fenêtres partiellement conservées avec des vitrages figurés.